# 哈爾尤縣
哈爾尤縣（或稱）是愛沙尼亞北部的一個縣份，北臨隔芬蘭灣與芬蘭相望。哈爾尤縣的东方為西维鲁县，东南方為耶尔瓦县，南方为拉普拉县，而西方則为莱内县。
哈爾尤縣的面積為4,327平方公里，为该国面积第二大的县（第一大为派尔努县）。截至2021年1月，哈爾尤縣的人口数量為617,048人，占整个爱沙尼亚的46%，並且是爱沙尼亚人口最多的縣份。哈爾尤縣首府塔林也是該國首都。塔林市议会亦被赋予特殊的地位，並擁有自己的法律。

## 歷史

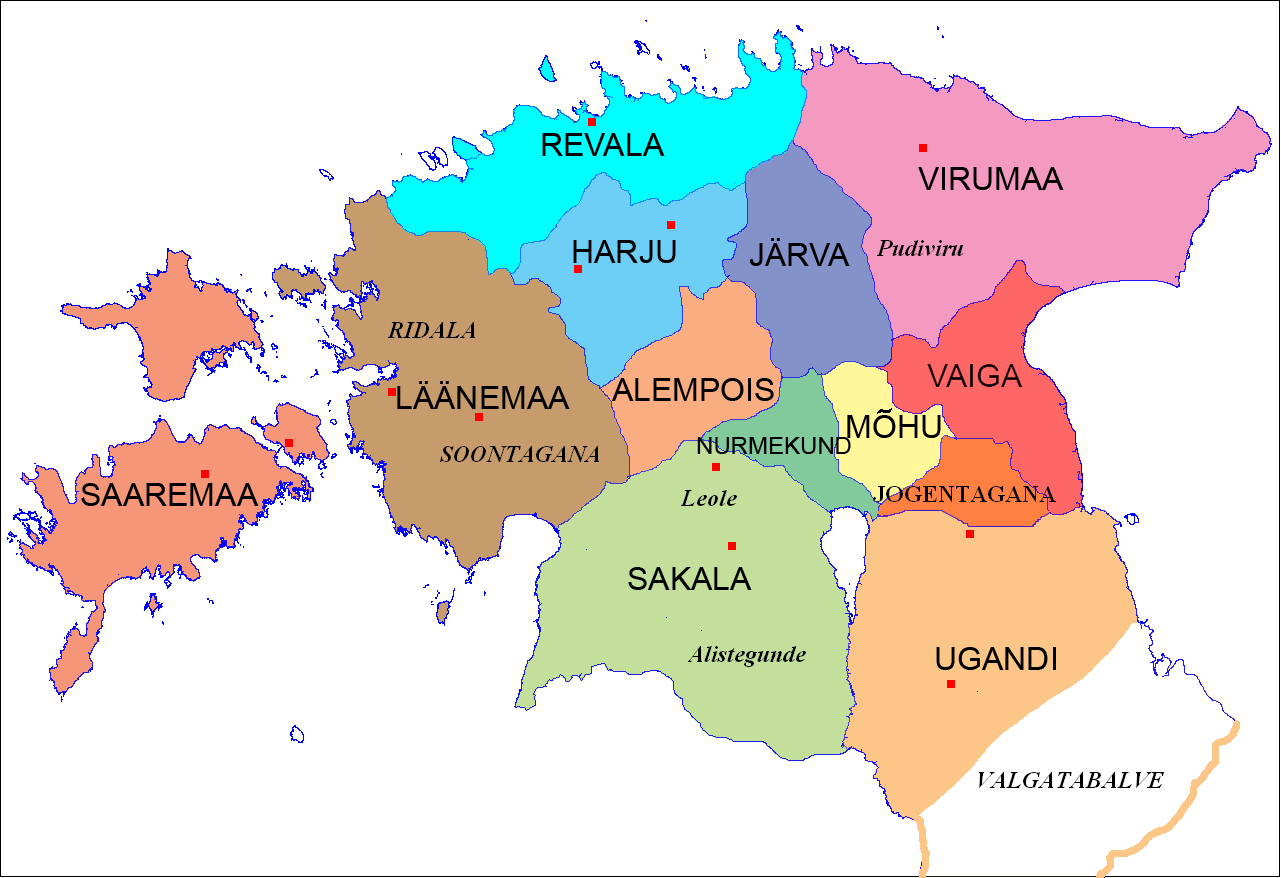
爱沙尼亚於公元一世纪至13世纪的行政區劃

現代哈爾尤縣政府的歷史可以追溯至1917年，而哈爾尤縣的歷史更可以追溯至公元一世纪。公元一世纪時，爱沙尼亚开始出现了政治区划和行政区划，而當時的哈爾尤縣名為哈爾尤瑪縣（Harjumaa）。當時，爱沙尼亚出现了两个主要的一級区划：教区（kihelkond）以及县份（maakond）。當時，一個教区都會包含几个村庄，而几乎所有教区均至少擁有一个堡垒。所有地區防御均由当地的最高官员，即教区长老來掌控。幾個教区則會組成一個县份，而县份亦是由教区长老來統治。到了13世纪，爱沙尼亚正式制定了以下的主要地区：萨雷马岛（阿薩列阿）、萊內縣（路塔利亚或马里提玛）、哈爾尤縣（哈利亞）、雷瓦拉縣（雷瓦利亞）、维鲁縣（维朗尼亞）、耶爾瓦縣（耶弗瓦）、萨卡拉县（薩卡拉）、以及乌干大（乌干尼亞）。

## 徽章
哈爾尤縣的徽章来自丹麦国旗，纪念丹麦国王瓦尔德马二世东征爱沙尼亚时从天而降的红底白十字旗。哈爾尤縣徽章与法国上萨瓦省及萨瓦省的徽章相似。

## 县政府

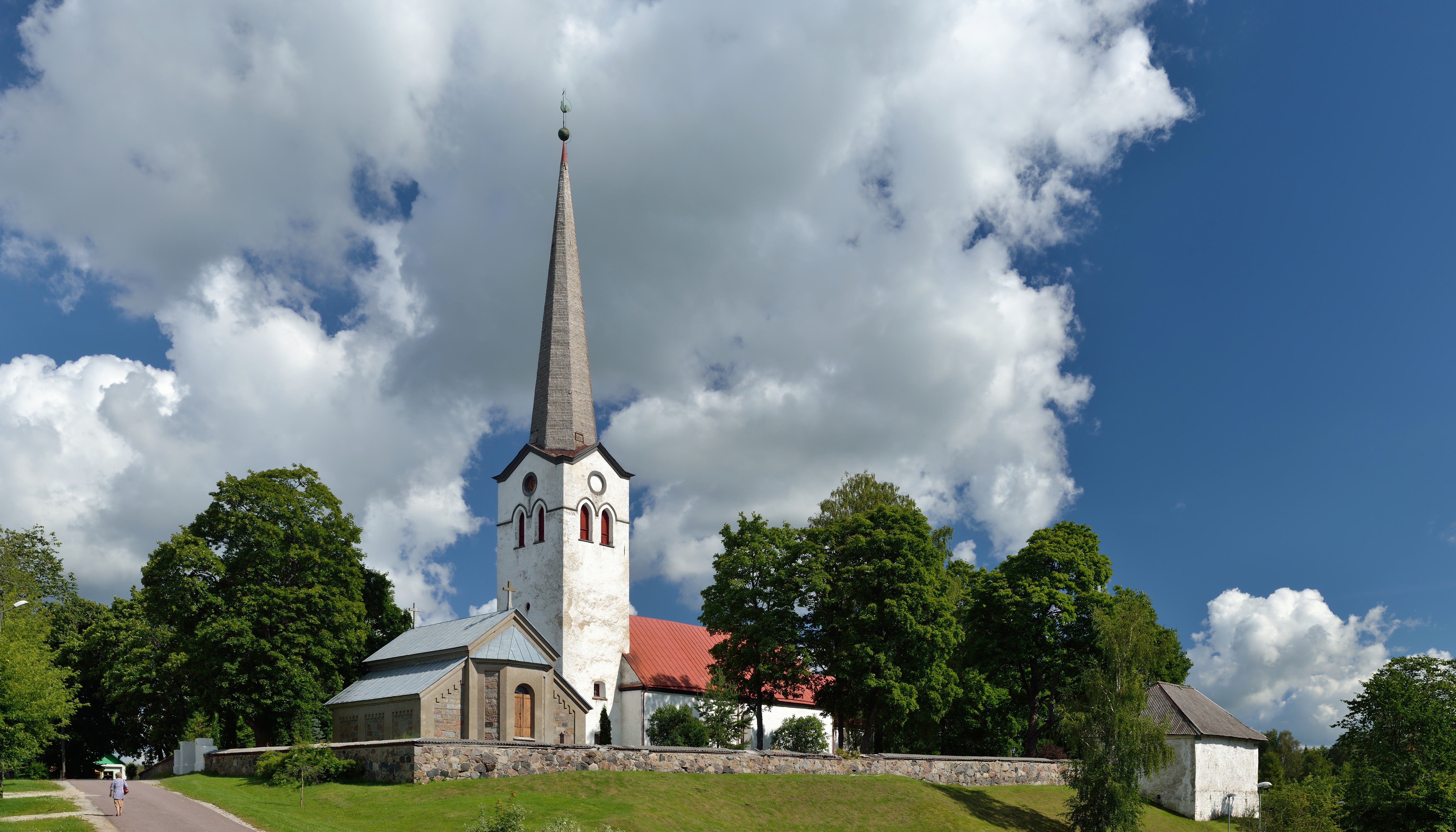
科塞教堂

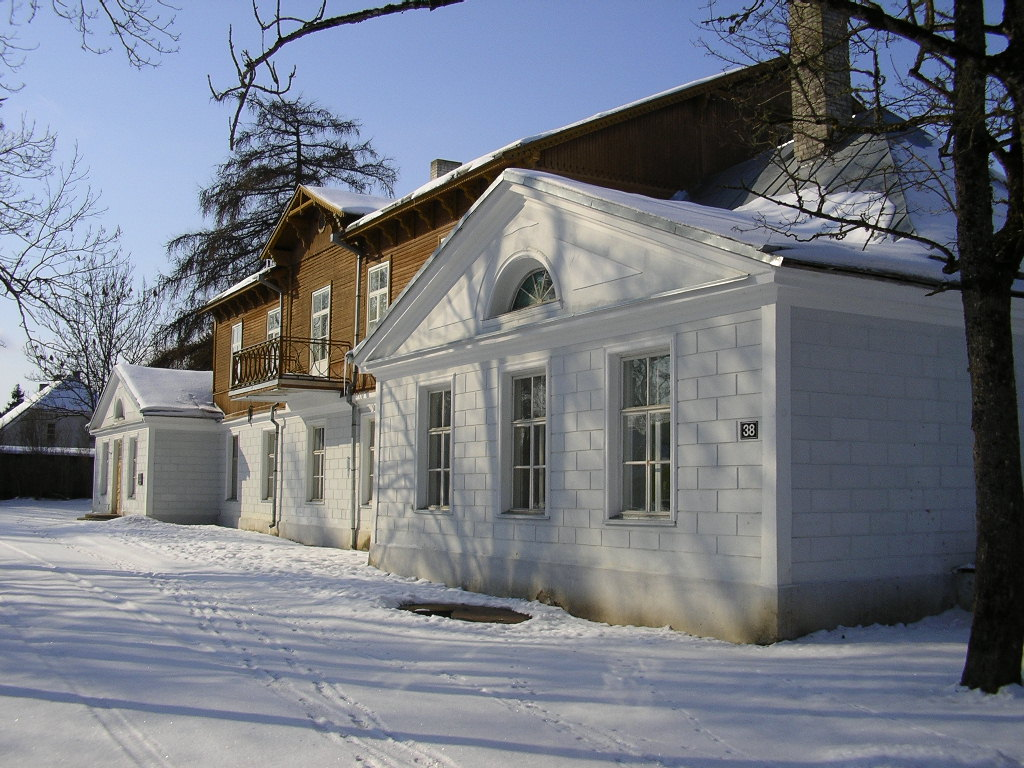
庄园

哈爾尤縣的县政府（Maavalitsus）是由一個县长（maavanem）領導，而這位县长是由爱沙尼亚政府任命，任期為五年。自2009年以来，哈爾尤縣县长為于莱·拉亚萨卢。
哈爾尤县政府建立於1917年3月30日，當時正值第一次世界大戰。自1917年起，哈爾尤县议会的成员便是由市镇的代表選出來的。哈爾尤县议会的首次會議舉辦於1917年7月1日，地點為塔林座堂山城堡。哈爾尤县议会的首次會議選出了约翰内斯·雷恩塔尔作為哈爾尤县议会主席。當時的會議亦決定了所有會議的语言均為爱沙尼亚語。
1941年1月哈爾尤县政府改成为哈尔尤县苏维埃执行委员会。从1941年秋季到1944年秋季德国占领期间恢复至县政府。1950年哈尔尤县苏维埃执行委员会改为哈尔尤区劳工苏维埃执行委员会。1990年哈尔尤县政府重新恢复。以下为历届哈尔尤县议会主席、县政府的领导或者县长：
- 1917年–1920年：约翰内斯·雷恩塔尔
- 1920年–1922年：奥斯卡·苏尔瑟特
- 1922年–1927年：马丁·克鲁西马
- 1927年–1936年：鲁道夫·库里斯
- 1936年–1940年：卡尔·罗伯特·鲁斯
- 1940年–1941年：古斯塔夫·阿贝尔
- 1940年、1941年–1944年：保罗·曼尼克
- 1990年–1991年：安蒂·奥伊德萨卢
- 1991年–1994年：马蒂·采尔南德
- 1994年–1999年：迈特·科尔内特
- 1999年–2004年：奧尔姆·瓦尔聪
- 2005年–2006年：扬·马尔克
- 2006年–2009年：韦尔内·洛茨曼
- 2009年–至今：于莱·拉亚萨卢

## 市镇

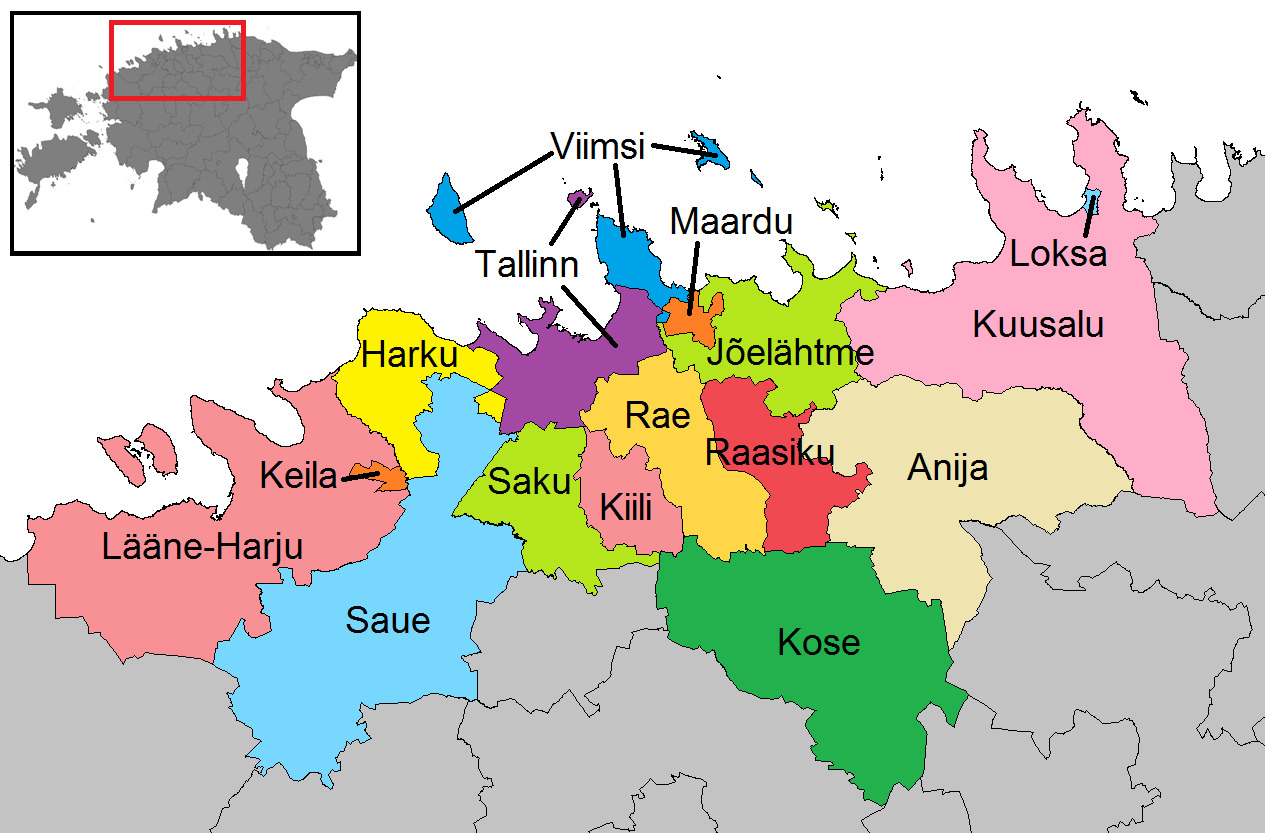
2017年起哈尔尤县的市镇区划

哈尔尤县划分成16个市镇，其中4个是城市型，12个是乡村型。
| 编号 | 市镇       | 类型 | 人口 (2018) | 面积 km2 | 人口密度 |
| ---- | ---------- | ---- | ----------- | -------- | -------- |
| 1    | 阿尼亚     | 乡村 | 6,280       | 533      | 11.8     |
| 2    | 哈尔库     | 乡村 | 14,356      | 159      | 90.3     |
| 3    | 约莱赫特梅 | 乡村 | 6,424       | 211      | 30.4     |
| 4    | 凯伊拉     | 城市 | 9,956       | 11       | 905.1    |
| 5    | 基利       | 乡村 | 5,302       | 100      | 53.0     |
| 6    | 科塞       | 乡村 | 7,196       | 533      | 13.5     |
| 7    | 库萨卢     | 乡村 | 6,547       | 708      | 9.2      |
| 8    | 洛克萨     | 城市 | 2,663       | 4        | 665.8    |
| 9    | 西哈尔尤   | 乡村 | 12,881      | 644      | 20.0     |
| 10   | 马尔杜     | 城市 | 15,722      | 23       | 683.6    |
| 11   | 拉西庫     | 乡村 | 5,050       | 159      | 31.8     |
| 12   | 拉埃       | 乡村 | 17,968      | 207      | 86.8     |
| 13   | 萨库       | 乡村 | 9,864       | 171      | 57.7     |
| 14   | 绍埃       | 乡村 | 21,711      | 615      | 35.3     |
| 15   | 塔林       | 城市 | 448,758     | 158      | 2,840.2  |
| 16   | 维姆西     | 乡村 | 19,784      | 73       | 271.0    |